# Monarchismus im deutschsprachigen Raum
Noch existierende Monarchien im deutschsprachigen Raum sind das Fürstentum Liechtenstein und das Großherzogtum Luxemburg. Ebenfalls in einer Monarchie lebt die deutschsprachige Gemeinschaft des Königreichs Belgien. In all diesen Monarchien gibt es im Gegenzug republikanische Bestrebungen unterschiedlicher Stärke, so der praktisch bedeutungslose republikanische Kreis in Belgien, eine Petition zur Abschaffung der Monarchie in Luxemburg und der wohl weltweit einzigartige Artikel 113 der liechtensteinischen Verfassung, welcher dem Volk erlaubt, den Fürsten per Volksentscheid abzusetzen.
In Deutschland endete die Monarchie 1918 nach dem verlorenen Ersten Weltkrieg. Dies geschah durch die Abdankung Wilhelms II., des letzten deutschen Kaisers, seine Flucht in die Niederlande, die Ausrufung der deutschen Republik und die Abdankung der Bundesfürsten. Doch auch danach gab und gibt es Anhänger der Monarchie (Monarchisten), die sich in Vereinen und informellen Kreisen organisiert haben. Unter den Anhängern des monarchischen Gedankens finden sich neben Kritikern der Demokratie noch Nostalgiker und auch Vertreter der Personenkreise, die 1918 bedeutende Privilegien eingebüßt haben. Die beiden größten deutschen und einzigen auf Bundesebene tätigen Organisationen sind heute der Verein Tradition und Leben sowie die Monarchiefreunde, daneben regionale Gruppierungen unter anderem in Bayern und Sachsen und Anhänger ehemaliger Herrscherfamilien wie der Wittelsbacher oder Wettiner. Heute vertreten die meisten Vereinigungen und Kreise nicht die Wiedereinführung der früheren monarchischen Regierungssysteme, sondern eine parlamentarische Monarchie mit Orientierung an den europäischen Nachbarkönigreichen. In Österreich endete die Monarchie mit der „Verzichtserklärung“ Kaiser Karls I. im Jahre 1918. Versuche, Karl als Monarch in Ungarn wiedereinzusetzen, scheiterten am Taktieren des „Reichsverwesers“ Miklós Horthy, während entsprechende Versuche in Österreich nie über das Planungsstadium hinaus kamen. Der letzte Kronprinz, Otto von Habsburg, war langjähriger Abgeordneter des Europäischen Parlaments und verhielt sich zum Monarchismus schwankend-ambivalent.

## Geschichte
Der letzte deutsche Kaiser Wilhelm II. dankte offiziell am 28. November 1918 ab, nachdem seine Abdikation bereits am 9. November vom Reichskanzler Max von Baden ohne Autorisation und Willen des Monarchen an die Presse gemeldet worden war. Am selben Tag war die Republik ausgerufen worden. Grund für die Abdankung war, dass Wilhelm als Hindernis für glimpfliche Friedensbedingungen galt: In seiner dritten Antwortnote auf das deutsche Waffenstillstandsgesuch hatte der amerikanische Präsident Woodrow Wilson am 23. Oktober 1918 betont, Verhandlungen mit „den militärischen Beherrschern und monarchistischen Autokraten Deutschlands“ über einen Friedensvertrag werde es nicht geben: Dann müsse Deutschland sich einfach ergeben. Einem Rücktritt hatte sich der Kaiser aber verweigert.
In der Folge wurde Deutschland erstmals eine Republik. Die Anhänger der alten Staatsform gründeten monarchistische Vereine und standen der Republik sehr reserviert oder ablehnend gegenüber, sie waren oft traditionalistisch und nationalistisch orientiert. Offen monarchistisch waren vor allem die DVP und die DNVP, aber auch sie betrieben keine konkrete Politik zur Wiederherstellung der Monarchie. Ein Problem für Monarchisten war es unter anderem, dass Wilhelm II. und der Kronprinz zwar abgedankt hatten, davon später aber abrückten. Wilhelm II. hatte zudem am Vorabend der Revolution seine Söhne versprechen lassen, nicht gegen seinen Willen Monarch zu werden. Vor allem aber hatte er am 10. November in den Niederlanden um politisches Asyl gebeten. Dies wurde ihm als Bruch des Treueeids und Fahnenflucht ausgelegt. Den Tod auf dem Schlachtfeld, der ihm im Herbst 1918 von verschiedener Seite nahegelegt worden war, um die Herrschaft seiner Dynastie zu retten, hatte er abgelehnt. Damit galt er als feige. Auch seine zweite Eheschließung, nur anderthalb Jahre nach dem Tod der beliebten Ex-Kaiserin Auguste Viktoria, wurde von Monarchisten stark kritisiert.
Seine Person, das Haus Hohenzollern und die Monarchie im ganzen in Deutschland war durch das Verhalten des letzten Kaisers desavouiert. Statt seiner waren verschiedene Thronprätendenten im Gespräch, etwa sein Sohn Wilhelm von Preußen oder dessen Erstgeborener gleichen Namens. Die Uneinigkeit darüber, wer nach einer Restauration den Thron besteigen solle, schwächte die monarchistische Bewegung weiter. Bei der Reichspräsidentenwahl 1932 versuchten monarchistische Kreise, den ehemaligen Kronprinzen zu einer Kandidatur zu bewegen, was dieser jedoch ablehnte, da der ehemalige Kaiser seinem Sohn dies verbot. Mit Blick auf Napoleon III., welcher durch seinen Staatsstreich vom 2. Dezember 1851 aus der Position des Präsidenten der zweiten Republik zum Kaiser aufgestiegen war, schrieb ihm sein Vater 1932: 

„Wenn Du diesen Posten übernimmst, so musst Du den Eid auf die Republik schwören. Tust Du das und hältst ihn, so bist Du für mich erledigt. Ich enterbe Dich und schließe Dich aus meinem Hause aus. Schwörst Du nur, um den Eid bei Gelegenheit zu brechen, so wirst Du meineidig, bist kein Gentleman mehr und für mich auch erledigt. Hohenzollern brechen ihren Eid nicht. Es ist ein Ding der Unmöglichkeit, dass die Hohenzollern über den republikanischen, roten Ebertschen Präsidentenstuhl wieder zur Macht gelangen.“

Für Irritationen sorgten 1970 die Memoiren von Heinrich Brüning, dem kurz zuvor verstorbenen ehemaligen Reichskanzler. Er behauptete, er habe im Sommer 1932 die Monarchie wiederherstellen wollen, allerdings nach parlamentarischem, englischem Muster. Die Forschung hat dies aber nicht aus der damaligen Zeit belegen können. Freiherr Hiller von Gaertringen bezweifelt, dass zur Zeit der Weimarer Republik der Monarchismus tatsächlich so stark war wie oft angenommen: Einige angebliche Monarchisten waren eher für einen autoritären Führer und nicht für eine Restauration der Monarchie. 

„In der Krise der Republik seit 1930 […] taucht somit der Gedanke an eine monarchische Restauration immer wieder auf, doch nicht als eigenständiger Plan einer monarchistischen Bewegung, […] sondern als Mittel in der Hand politischer Kräfte, die die Monarchie im Interesse ihrer eigenen Ziele einsetzen wollten.“

Die Nationale Opposition (unter anderem die DNVP) habe antirepublikanische Strömungen zur Beseitigung des Weimarer Systems, die demokratischen Parteien hingegen die „bei Monarchisten vermutete rechtsstaatliche Gesinnung“ zur Abwehr des Nationalsozialismus verwenden wollen. Auch Andreas Rödder bezweifelt den Wahrheitsgehalt von Brünings Darstellung, für die es weder zeitgenössische Quellenbelege noch von Brüning unabhängige Bestätigungen durch beteiligte Zeitgenossen der Reichskanzlerzeit gebe. Stephan Malinowski verweist Brünings angebliche Pläne „ins Reich der Legende“: Sie spiegelten „Versuche des Ex-Kanzlers, im amerikanischen Exil seine eigene politische Lebensgeschichte umzuschreiben“.
Der Nationalsozialismus war gegen die Monarchie, versuchte aber anfangs, zum Beispiel mit dem Tag von Potsdam, sich in die Tradition des Kaiserreichs zu stellen. Nachdem sie ihre Macht mit Hilfe der Hohenzollern hinreichend gefestigt hatte, gingen die Nationalsozialisten ab Januar 1934 offen gegen die Monarchisten vor: Monarchistische Veranstaltungen wurden von der SA gesprengt, Gestapo-Chef Rudolf Diels stellten Monarchisten mit den Kommunisten gleich, und Hitler erklärte im Reichstag am 30. Januar 1934 offen, eine Restauration stehe „heute außer jeder Diskussion“. Er mahnte die Hohenzollern und ihre Anhänger, nicht zu vergessen: „Wer Deutschlands letzte Spitze verkörpert, erhält seine Berufung durch das deutsche Volk und ist ihm allein ausschließlich verpflichtet.“ 1934 wurden alle monarchistischen Organisationen in Deutschland verboten. 
Zu den Personen des 20. Juli 1944 gehörten auch Monarchisten bzw. Anhänger des Deutschen Kaiser- und Preußischen Königshauses, die beabsichtigten, im Falle eines erfolgreichen Attentats auf Hitler wieder zur Monarchie zurückzukehren. Reichsverweser bzw. Deutscher Kaiser sollte in diesem Fall Louis Ferdinand (sen.) von Preußen werden. Eine entsprechende Erklärung war bereits vorbereitet. Louis Ferdinand, Enkel von Wilhelm II. (im Exil in Doorn, Niederlande), der bereits seit den 1930er Jahren Kontakte zu bestimmten Kreisen des Widerstands unterhielt, wurde von der Gestapo verhört. Der Generalbevollmächtigte des Königshauses Kurt von Plettenberg tötete sich nach seiner Verhaftung durch die Gestapo, um niemanden verraten zu müssen.
Eine repräsentative Umfrage des Meinungsforschungsinstituts Emnid im Auftrag des Nachrichtenmagazins Focus ergab 2011, dass sich neun Prozent der Deutschen „einen König oder eine Königin, ähnlich wie in Großbritannien“, wünschen. In der Gruppe der 14- bis 29-Jährigen liegt der Wert bei 14 Prozent. Dass Adlige eine Vorbildfunktion haben, verneinen aber 81 Prozent. Weiterhin gaben 63 Prozent der Befragten an, „dass heute ein Adelstitel seinem Träger einen beruflichen Vorteil verschafft“.

## Historische monarchistische Organisationen

### Bund der Aufrechten
Der Bund der Aufrechten war eine nationalistisch-monarchistische Vereinigung, die am 9. November 1918 in Berlin von dem Schriftsteller Ernst Pfeiffer gegründet wurde. Pfeiffers politischer Hintergrund war die Bewegung um den antisemitischen Hofprediger Adolf Stoecker. Bereits 1922 wurde der Bund aufgrund des Gesetzes zum Schutz der Republik als republikfeindliche Organisation verboten.
Bis zum Herbst 1919 wuchs die Mitgliederzahl des Bundes auf über 1000. An der ersten Hauptversammlung nahmen etwa 140 Vertreter aus Preußen teil. Als Referenten traten im Bund der Aufrechten im Laufe der Zeit unter anderem hervor: die Reichstagsabgeordneten Kuno Graf von Westarp, Reinhard Mumm, Friedrich Everling (alle DNVP), Arbeitersekretär Rüffer, Axel von Freytagh-Loringhoven und Ilse Neumann, Gustav Roehte, die Generäle von Stein und von Friedeburg und aus dem Kreis der evangelischen Geistlichkeit Oberkonsistorialrat Conrad und Dibelius sowie die Hofprediger Doehring, Vogel und Richter-Reichhelm. 1922 versammelte der Bund der Aufrechten zu einer großen Preußenfeier im Friedrichshain in Berlin 3000 Besucher. In dieser Zeit zählte der Bund mehr als 60 Ortsgruppen mit etwa 25.000 Mitgliedern. In Bremen gelang die Gründung einer Arbeiter-Jugendgruppe mit 800 Mitgliedern. Es bestand die Aussicht, zu einer Volksbewegung größeren Ausmaßes zu werden.
Die Republikaner verfolgten die Entwicklung nicht untätig, und die um Republik und Demokratie besorgte Presse ging zu Angriffen gegen die hohenzollerntreuen Monarchisten über: Die Ermordung des Reichsaußenministers Walther Rathenau durch Mitglieder der rechtsradikalen Organisation Consul am 24. Juni 1922 gab einen hinreichenden Anlass zum Verbot von nationalistischen und antirepublikanischen Verbänden wie dem Bund der Aufrechten. Aufgrund des bereits am 26. Juni erlassenen „Gesetzes zum Schutz der Republik“ löste der preußische Innenminister Severing den Bund mit allen Landesverbänden, Bezirks- und Ortsgruppen auf. Sachsen und Thüringen schlossen sich an, nur in Baden und Bayern, wo die Landesregierungen kein Verbot erlassen hatten, blieb der Bund bestehen und arbeitete weiter.

Die Versuche des Bundes, sich von der Ermordung Rathenaus zu distanzieren, blieben erfolglos. Daher nahmen die Berliner Ortsvorstände sowie der Hauptvorstand des Bundes am 30. Juni einstimmig die Entschließung an:

„Mit der christlichen Gesinnung, auf deren Betätigung unser Bund in allererster Linie beruht, ist es unvereinbar, daß ihm Mitglieder angehören, die politische Verbrechen gutheißen oder auch nur entschuldigen. So selbstverständlich dies ist, hält der Bund es angesichts der augenblicklich bestehenden geistigen Verfassung für angebracht, dies öffentlich zu erklären.“

Zwei Beschwerden gegen das Verbot wurden verworfen. Der Bund der Aufrechten musste seine Tätigkeit einstellen. Auch die Nr. 26 der Zeitschrift Der Aufrechte, die noch vor der Ermordung Rathenaus erschienen war, wurde infolge der neuen Verordnung zum Schutze der Republik vom Berliner Polizeipräsidenten beschlagnahmt. Gleichzeitig wurde außerdem das Erscheinen der Zeitschrift für die Dauer von vier Wochen untersagt. Mit dem endgültigen Verbot aller monarchistischen Organisationen durch die Nationalsozialisten 1934 wurde der Bund der Aufrechten aufgelöst. Die Zeitschrift Der Aufrechte erschien jedoch bis 1938 weiter. Auch die von Karl Ludwig Freiherr von und zu Guttenberg herausgegebenen Weißen Blätter mit ihrer christlich-monarchistischen Ausrichtung konnten bis 1943 erscheinen.
Nach 1945 sammelte der „Aufrechte“ Heinrich Freiherr von Massenbach († 1962) einige noch lebende Mitglieder um sich und gründete schließlich zusammen mit diesen sowie neu hinzugekommenen Leuten einen neuen Verein. Nachfolgeorganisation ist dadurch heute in der Bundesrepublik die Arbeitsgemeinschaft zur Förderung des monarchischen Gedankens Tradition und Leben. Dem Bund der Aufrechten gehörten unter anderen an: Oskar Prinz von Preußen, der ehemalige preußische Kriegsminister Karl von Einem, Eitel Friedrich von Preußen und Otto Schmidt-Hannover (DNVP).

### Kaisertreue Jugend
Die Kaisertreue Jugend (KJ) war eine Organisation der Weimarer Republik, die vor allem in Berlin aktiv war. Sie hatte dort häufige Zusammentreffen und unternahm zudem auch regelmäßig Besuchsfahrten zum ehemaligen Kaiser Wilhelm II. nach Doorn im niederländischen Exil. Die neuen Mitglieder wurden diesem dort vorgestellt. 1934 wurde der Verein im Zuge der Auflösung sämtlicher monarchistischer Organisationen von den Nationalsozialisten verboten.

### Organisation Gärtnerei
Die Organisation Gärtnerei (OG) war 1924–1928 in der ganzen Republik tätig. Sie konzentrierte sich vor allem auf die Person Kaiser Wilhelms II.

### Nach 1945
In den 1950er Jahren wurde offen über die Monarchie diskutiert; die Umfragen waren dafür günstig. Ein Drittel der westdeutschen Bundesbürger wünschte sich die Rückkehr der Monarchie. Hans-Joachim Schoeps, Ehrenmitglied von Tradition und Leben, forderte 1951 in seiner Schrift Die Ehre Preußens die Wiederherstellung Preußens und die Rückkehr des Hauses Hohenzollern; sein mit Persönlichkeiten aus dem Deutschen Bundestag vorbereiteter Volksbund für die Monarchie wurde jedoch nie konstituiert: Der Spiegel verriet den Plan.
Eine Wiederherstellung der deutschen Monarchie unter dem Grundgesetz ist jedoch nach herrschender Meinung der Verfassungsrechtler durch die Ewigkeitsklausel in Art. 79 Abs. 3 GG ausgeschlossen, nach der bestimmte Verfassungsprinzipien, darunter das Prinzip der Republik, auf ewig einer Verfassungsänderung entzogen sein sollen. (Die Bezeichnung Ewigkeitsklausel selbst steht nicht im Grundgesetz, sondern gehört der juristischen Umgangssprache an.) Es bedürfte also einer komplett neuen Verfassung, da die verfassungsändernde Gewalt des Grundgesetzes insoweit keine Veränderungskompetenz besitze, eine Ansicht, die auch das Bundesverfassungsgericht vertritt. Dagegen wird jedoch teilweise vertreten, dass es praktisch unmöglich sei, wesentliche Verfassungsänderungen durch Ewigkeitsklauseln langfristig zu verhindern. Außer durch Änderung des Textes der Verfassung könne sich auch durch eine neue Interpretation desselben faktisch eine Abänderung der durch die Ewigkeitsklausel geschützten Rechtsgüter ergeben.
Im Vorfeld der Bundespräsidentenwahl 1969 sahen Leserumfragen der Illustrierten Quick und der Bild-Zeitung Louis Ferdinand von Preußen mit überwältigender Mehrheit als den geeignetsten Anwärter für das Amt des Bundespräsidenten. Seit Mitte der 1960er Jahre war die Zustimmung zur Monarchie rückläufig. Die Gründe dafür werden zum einen im damaligen wirtschaftlichen Erfolg der westdeutschen Staatlichkeit gesehen, die zunehmend nicht mehr als Provisorium empfunden wurde, liegen aber auch in den gesellschaftlichen Veränderungen nach 1968. Mit der abtretenden, vor 1918 geprägten Generation ging zudem die traditionelle Anhänglichkeit an die Dynastien und die Kontinuität weitgehend verloren. Als Folge der immer weiter fortschreitenden Säkularisierung der Gesellschaft spielt auch die Auserwählung durch Geburt von Gottes Gnaden kaum eine Rolle mehr.

## Heutige monarchistische Organisationen

Die Flagge des deutschen Kaiserreichs

Die Krone des Deutschen Kaiserreichs, das Symbol von Tradition und Leben e. V.

Es gibt mehrere monarchistische Organisationen in Deutschland. Der größte in der Gegenwart noch bestehende und einzige auf Bundesebene tätige ist derzeit die relativ junge Bürgervereinigung der Monarchiefreunde. Die andere Organisation dieser Art, Tradition und Leben e. V. mit etwa 170 Mitgliedern, löste sich Ende 2022 auf. Darüber hinaus gibt es noch regionale Gruppierungen, vor allem in Bayern und Sachsen (Anhänger der Wittelsbacher bzw. Wettiner) sowie Anhänger einstiger Fürsten und deren Nachkommen. Die beiden vorgenannten, für ihre Verhältnisse großen Vereinigungen haben bzw. hatten die Einführung der parlamentarischen Monarchie zum Ziel. Tradition und Leben wollte dies auf dem Weg eines Vereins erreichen, um die Überparteilichkeit, mit der auch ein Monarch in der angestrebten Monarchie regiert, zu unterstreichen, während die Monarchiefreunde sich in den 1990er Jahren aus Tradition und Leben entwickelt und den Weg als Partei eingeschlagen haben. Als weitgehend gemeinsames, einigendes Symbol der deutschen Monarchisten (früher wie heute) gilt die schwarz-weiß-rote Flagge als damalige Nationalflagge des deutschen Kaiserreichs.
Tradition und Leben e. V. – die „Arbeitsgemeinschaft zur Förderung des monarchischen Gedankens“ – (kurz TuL) führt die Tradition des 1918 gegründeten Bundes der Aufrechten fort. Die Vereinszeitschrift Der Aufrechte erreichte in den 1920er Jahren eine Auflage von 100.000 Exemplaren und dem Bund gehörten 25.000 Mitglieder an; in den 1930er Jahren hatte er zuletzt 100.000 Mitglieder. 1949 wurden Rundschreiben an die noch lebenden ehemaligen Mitglieder des Bundes geschickt, sodass der 1956 gegründete heutige Verein Tradition und Leben (Eintragung ins Vereinsregister in Köln 1959) entstehen konnte und heute etwas mehr als 100 Mitglieder zählt. Ende der 1990er Jahre sah sich der Verein gezwungen, ein öffentlich zugängliches Forum wegen der massiven Postings von NPD-Aktivisten zu schließen.
Der Verein ist überparteilich, bekennt sich in seinen Grundsätzen zur freiheitlich-demokratischen Grundordnung und bejaht die föderative Staatsgliederung Deutschlands (Bundesländer). Das Amt des Bundespräsidenten hingegen soll gegen das des Deutschen Kaisers ausgetauscht werden. Kaiser soll das jeweilige aktuelle Oberhaupt des Hauses Hohenzollern-Brandenburg-Preußen werden, heute wäre das also Georg Friedrich Prinz von Preußen, der jedoch weder Tradition und Leben noch einer anderen monarchistischen Vereinigung nahesteht. Der Kaiser soll nicht ausschließlich repräsentative Aufgaben haben. „Ein gekrönter ‚Urkundsbeamter‘ entspricht nicht unserer Vorstellung“ (Zitat von der Website). Die Aufgaben des Kaisers sollen sich an denen der Könige in den Niederlanden und Spanien orientieren. Als Argumente für die Monarchie nennt Tradition und Leben unter anderem die Benachteiligung kleinerer Randgruppen in der Republik, für die der Monarch eintreten soll, sowie die Vorteile, die ein Monarch, der sich von Kindheit an auf sein Amt vorbereitet hat, mit sich bringt. Außerdem soll der Monarch als Beschützer der Bevölkerung in Krisensituationen die Übernahme des Parlaments und der Regierungsgewalt durch Extremisten (Kommunisten oder Nationalsozialisten) verhindern, wobei als Beispiel die Vereitelung von Antonio Tejeros Putschversuch vom 23. Februar 1981 (in Spanien auch als „23-F“ bekannt) durch Juan Carlos I. genannt wird. Andere übliche Argumente für die Monarchie siehe Artikel Monarchie. Tradition und Leben vertreibt die zweimonatlich erscheinende Zeitung Erbe und Auftrag.

## Monarchistische Gruppierungen in Deutschland und Österreich

### Deutschland

#### Anhänger der Welfen
Die hauptsächlich aus der Welfischen Bewegung hervorgegangene Deutsche Partei hatte in ihren Grundsätzen von 1952 eine deutliche monarchistische Komponente. Das Staatsoberhaupt sollte von politischen Mächten und Parteien unabhängig sein: „Die Deutsche Partei bejaht dieses aus den geschichtlichen Tiefen des Reiches erwachsene Amt.“ Jedoch blieb das monarchistische Element in dieser Partei eher eine Randerscheinung. Immerhin trat der spätere Bundesminister Hans-Joachim von Merkatz als Fraktionsmitglied der Deutschen Partei im Oktober 1951 im Bundestag offen für die Monarchie ein. Der Fraktionsvorsitzende der Deutschen Partei im Bundestag, Ernst-Christoph Brühler, sprach zum 18. Januar 1957 bei Tradition und Leben in Bonn. Der am 10. Mai 1952 gegründete Welfenbund hatte im Jahr 1992 etwa 300 Mitglieder.

#### Anhänger der Wittelsbacher

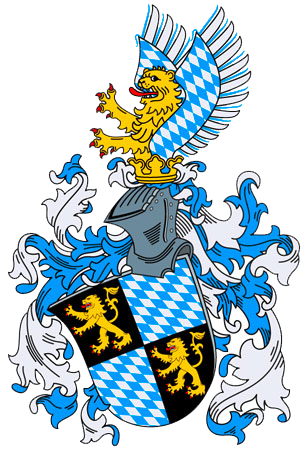
Wappen Haus Wittelsbach

Da die US-Militärregierung entschieden gegen die Monarchie eingestellt war, verbot sie 1946 die wiedergegründete Bayerische Heimat- und Königspartei. Diese wurde 1949 – nach dem Ende der Militärregierung – neu instituiert. Der frühere Kronprinz Rupprecht von Bayern (1869–1955) vertrat die Auffassung, wenn es schon im Deutschen Kaiserreich auf Länderebene republikanische Landesverfassungen gegeben habe (so in den Hansestädten Hamburg und Bremen), dann könne sich doch auch Bayern als Bundesland innerhalb der Bundesrepublik Deutschland eine monarchische Verfassung geben, bei der die politischen Kompetenzen des Ministerpräsidenten von diesem gewählten Politiker, die Repräsentationsaufgaben des Landesvaters jedoch von einem erblichen Monarchen wahrgenommen würden.
Nach dem Tod Rupprechts am 2. August 1955 zeigte sich jedoch, dass Bayern wohl weithin mit der Republik ausgesöhnt war. Die Wittelsbacher wurden und werden aber als ein Teil der Tradition empfunden. 1967 benannte sich der Heimat- und Königsbund in „Bayernbund“ um. Der langjährige Vorsitzende Rudolf Huber und Albrecht von Bayern sahen in der Zeit der Bonner Großen Koalition Kiesinger-Brandt Bayerns Eigenstaatlichkeit in Gefahr. Albrecht von Bayern meinte, dass man alle „Sonderwünsche“ – womit zweifellos die Monarchie gemeint war – zurückstellen müsse. Er zog sich daraufhin auch weitgehend ins Privatleben zurück.

Wappen der bayerischen Könige

Neben dem heutigen Bayernbund gab es noch die Bayerische Heimat- und Königspartei. Über das Verhältnis der heute noch bestehenden Bayernpartei zur Monarchie ist zu sagen, dass sich Anton Besold (ein früheres Mitglied der Bayerischen Heimat- und Königspartei) und Eugen Fürst zu Oettingen-Wallerstein als Bundestagsabgeordnete der Bayernpartei Ende 1951 zur Monarchie bekannten. 1988 verlangte der Jungbayernbund, die Jugendgruppe der Bayernpartei, die Einführung der parlamentarischen Monarchie in Bayern. Die Partei distanzierte sich dann jedoch von dieser Forderung. Die Bayernpartei ficht nach Aussage ihres Geschäftsführers für ein souveränes Bayern. Sei dieses weit in der Ferne liegende Ziel erreicht, solle eine Volksabstimmung über die Staatsform herbeigeführt werden. Allerdings gibt es aus der Parteiführung immer wieder Signale an monarchistische Gruppierungen, obwohl sich die Bayernpartei offiziell distanziert.
In der Christlich-Sozialen Union (CSU) gab es vor allem zwischen 1945 und 1949 monarchistische Äußerungen. Fritz Schäffer, der spätere Bundesfinanzminister, stand gegen den engagierten Republikaner Josef Müller. Die CSU erreichte es mit anderen Parteien, dass Bayern das Grundgesetz ablehnte. In der Kampagne fochten CSU-Politiker wie Alois Hundhammer und Joseph Baumgartner gegen Bonn auch mit monarchistischen Argumenten. Noch heute bestehen enge Beziehungen zwischen monarchistischen Vereinigungen und der CSU. So wurde die Salvatorkette der Regensburger Königstreuen bisher fast ausschließlich an CSU-Politiker vergeben, unter anderem 2010 an Ministerpräsident Horst Seehofer. Eher folkloristischen Charakter hat heute der Geheimbund der Guglmänner.

### Österreich
1967 wurde aus der Monarchistischen Bewegung Österreichs die „Aktion Österreich Europa“, die sich bald darauf, als Otto von Habsburg Präsident der internationalen Paneuropa-Union wurde, zu deren österreichischem Zweig wandelte. Zwischen 1946 und 1958 sammelten sich die (west)deutschen Anhänger des Hauses Habsburg-Lothringen um die konservative Zeitschrift Neues Abendland. Der aus Böhmen stammende Emil Franzel war ihr Chefredakteur. Auf Anregung Georgs von Waldburg-Zeil und Trauchburg entstand 1952 die Abendländische Akademie, wo sich Personen mit konservativer und monarchistischer Grundhaltung trafen. Jedoch wurde bereits 1958 die Tagungsarbeit wieder eingestellt.

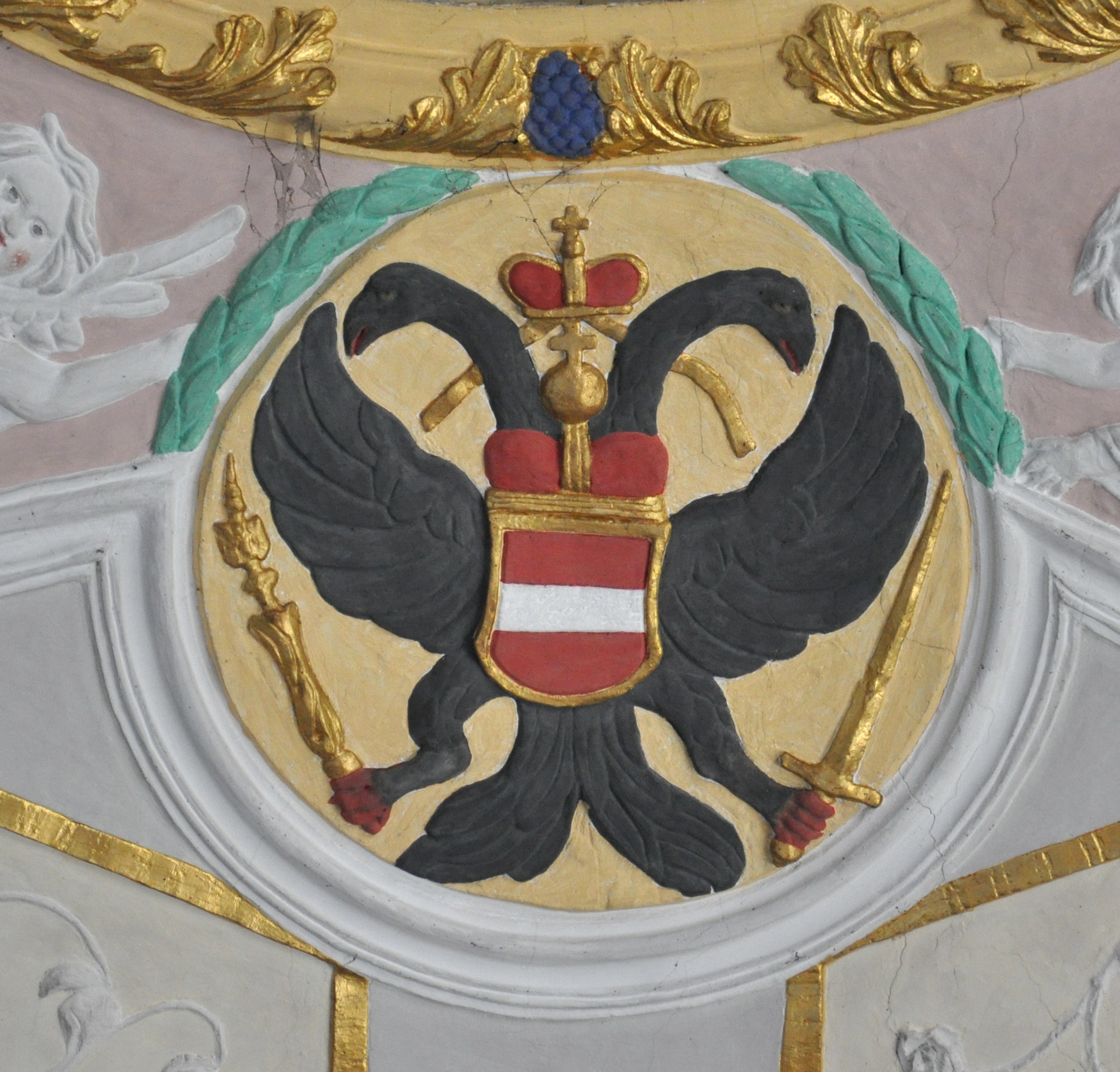
Wappen des Hauses Habsburg in Pfärrich (Oberschwaben)

Organisierte Anhänger des Hauses Habsburg gibt es in Deutschland derzeit kaum. Die einzige Gruppierung stellt die dem Akademischen Bund Katholisch-Österreichischer Landsmannschaften nahestehende K.Ö.L. Franzisco-Josephina dar, eine 1992 gegründete Studentenverbindung mit Sitz in Regensburg, die jedoch nur selten öffentlich in Erscheinung tritt. Sie ist damit die einzige monarchistisch orientierte Studentenverbindung Deutschlands.
In Österreich gibt es freilich Monarchisten in den verschiedensten Vereinigungen. Seit 2004 besteht mit der Schwarz-Gelben Allianz wieder eine Organisation, welche die Rückkehr des Hauses Habsburg an die Staatsspitze befürwortet. Außerdem existieren monarchistische bzw. legitimistische Studentenverbindungen im bereits genannten Akademischen Bund Katholisch-Österreichischer Landsmannschaften.